# Smicridea aterrima
Smicridea aterrima är en nattsländeart som beskrevs av Georg Ulmer 1911. Smicridea aterrima ingår i släktet Smicridea och familjen ryssjenattsländor. Inga underarter finns listade i Catalogue of Life.